# Jitzchak Josef

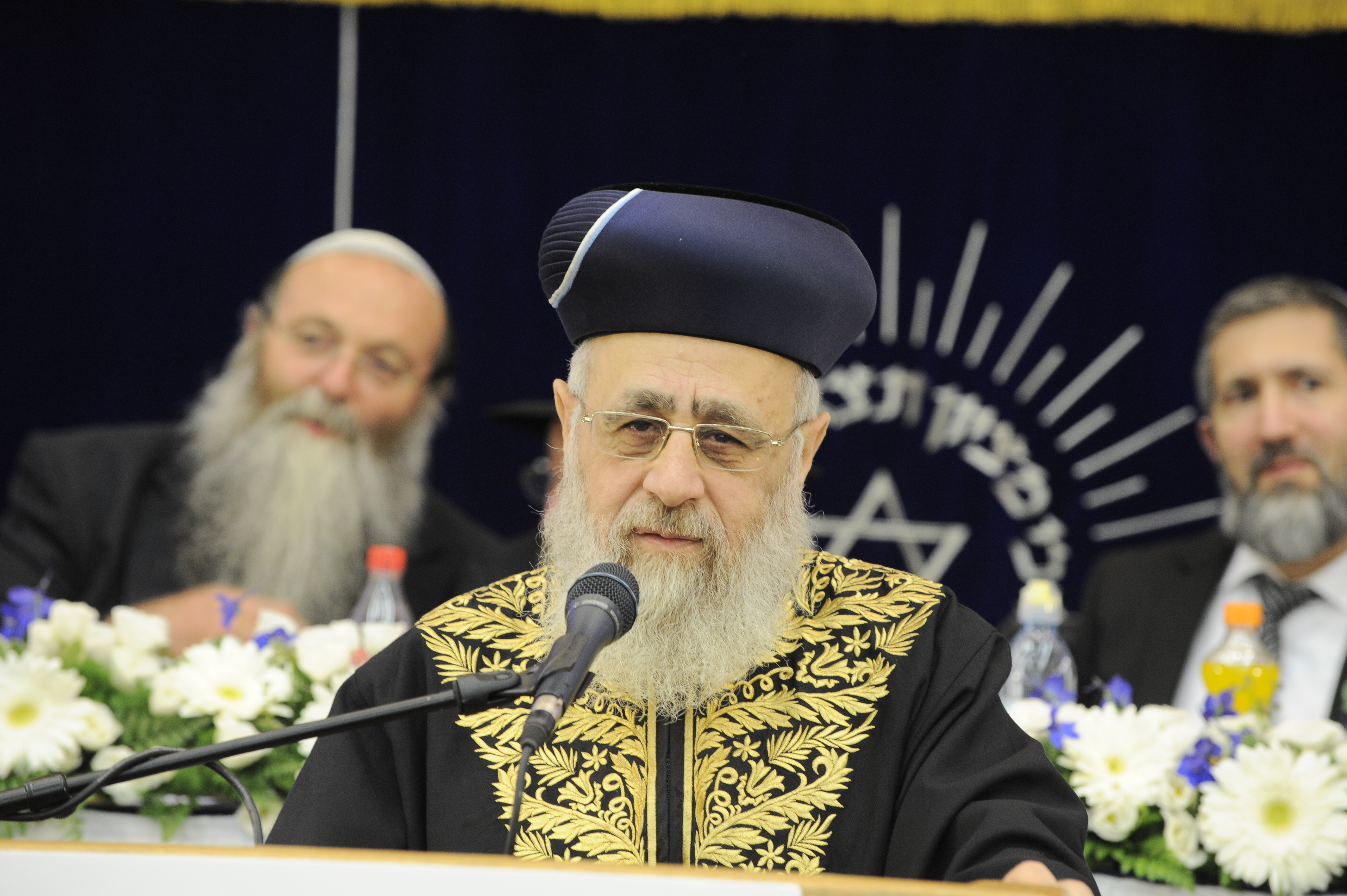
Jitzchak Josef (2015)

Jitzchak Josef (hebräisch יצחק יוסף, * 16. Januar 1952 in Jerusalem) ist ein israelischer Rabbiner. Vom 14. August 2013 bis Anfang Juli 2024 war er (in der Nachfolge von Shlomo Amar) sephardischer Oberrabbiner in Israel.
Sein Vater Ovadja Josef war von 1973 bis 1983 ebenfalls israelischer Oberrabbiner.
Sein aschkenasisches Pendant war David Lau.